# Tipula (Papuatipula) cyclopica
Tipula (Papuatipula) cyclopica is een tweevleugelige uit de familie langpootmuggen (Tipulidae). De soort komt voor in het Australaziatisch gebied.